# Корова, Мириам
Мириам Корова (англ. Miriam Corowa, род. 7 февраля 1975, Аделаида) — австралийская журналистка, телеведущая, продюсер и режиссёр.
Корова в первую очередь известна своими ролями в Australian Broadcasting Corporation (ABC — Австралийской радиовещательной корпорации) и Special Broadcasting Service (SBS); она была ведущей Message Stick с 2008 по 2010 год, а с 2012 года читает новости ABC News.
Корова в настоящее время ведёт ABC News at Noon.

## Ранние годы
Корова родилась в Аделаиде. Её мать, родом из аборигенов, работала в земельных советах и Департаменте по делам аборигенов. Она принадлежит к народам миньянгбал и бунджалунг, а также есть среди предков жители островов Южного моря; прадед Корова прибыл в Австралию из Вануату в 1890-х годах. Её отец был британским иммигрантом в Австралии, работал в Театральной компании Южной Австралии.
В шесть месяцев Корова вместе с матерью и старшей сестрой Тиной переехала в город Лисмор на северо-востоке Нового Южного Уэльса. Она была единственным ребёнком-аборигеном в дошкольном учреждении. Корова продолжила работу в ABC 2NR и окончила среднюю школу Лисмора.

## Карьера
Корова изучала историю, философию и политику в Австралийском национальном университете и Сиднейском университете, который окончила в 1998 году. Она начала свою карьеру в качестве помощника по производству журнала Indigenous Current Affairs Magazine (предшественник шоу Living Black) на SBS. Позже она перешла в отдел новостей SBS World News, где писала прогнозы погоды на выходные для опытной ведущей Ли Линь Чин, а после окончания стажёрства в 2003 году сама стала тележурналистом.
В мае 2006 года Корова присоединилась к ABC в качестве продюсера Message Stick, телесериала, посвящённого культуре коренных народов Австралии и текущим событиям. Она заменила бывшего сенатора Адена Риджуэя на посту ведущего программы с 2008 по 2010 год. Во время работы в Message Stick Корова также сняла и/или написала длинные документальные фрагменты о Терри Джанке, Комиссии аборигенов и жителей островов Торресова пролива, боксёре Поле Флеминге и Театре танца Бангарра.
Корова присоединилась к команде ABC News в 2012 году в качестве соведущей ABC News Weekend Breakfast вместе с Эндрю Геохеганом. Она продолжала читать новости на ABC на протяжении 2010-х годов, в последний раз в качестве ведущей ABC News at Noon, а также вела памятные программы ABC, посвящённые национальным событиям, таким как День АНЗАК и День Австралии.